# Dolores Silva
Dolores Silva (Queluz, Portugal; 7 de agosto de 1991) es una futbolista portuguesa. Actualmente juega en el S.C. Braga del Campeonato Nacional de Fútbol de Portugal.
Es internacional con la Selección femenina de fútbol de Portugal, con la que ha disputado más de 100 partidos. Formó parte del grupo que clasificó a Portugal para su primera Eurocopa en 2017.
El especialista en fútbol femenino portugués, José María Nolé, la definió en 2018 como La mejor medio defensiva de Portugal y una de las jugadoras más completas de su generación, con capacidad de atacar y defender. También destacó su agresividad y consistencia. Joana Flores la considera una de las jugadoras con más clase de Portugal, y que es muy polivalente.

## Trayectoria

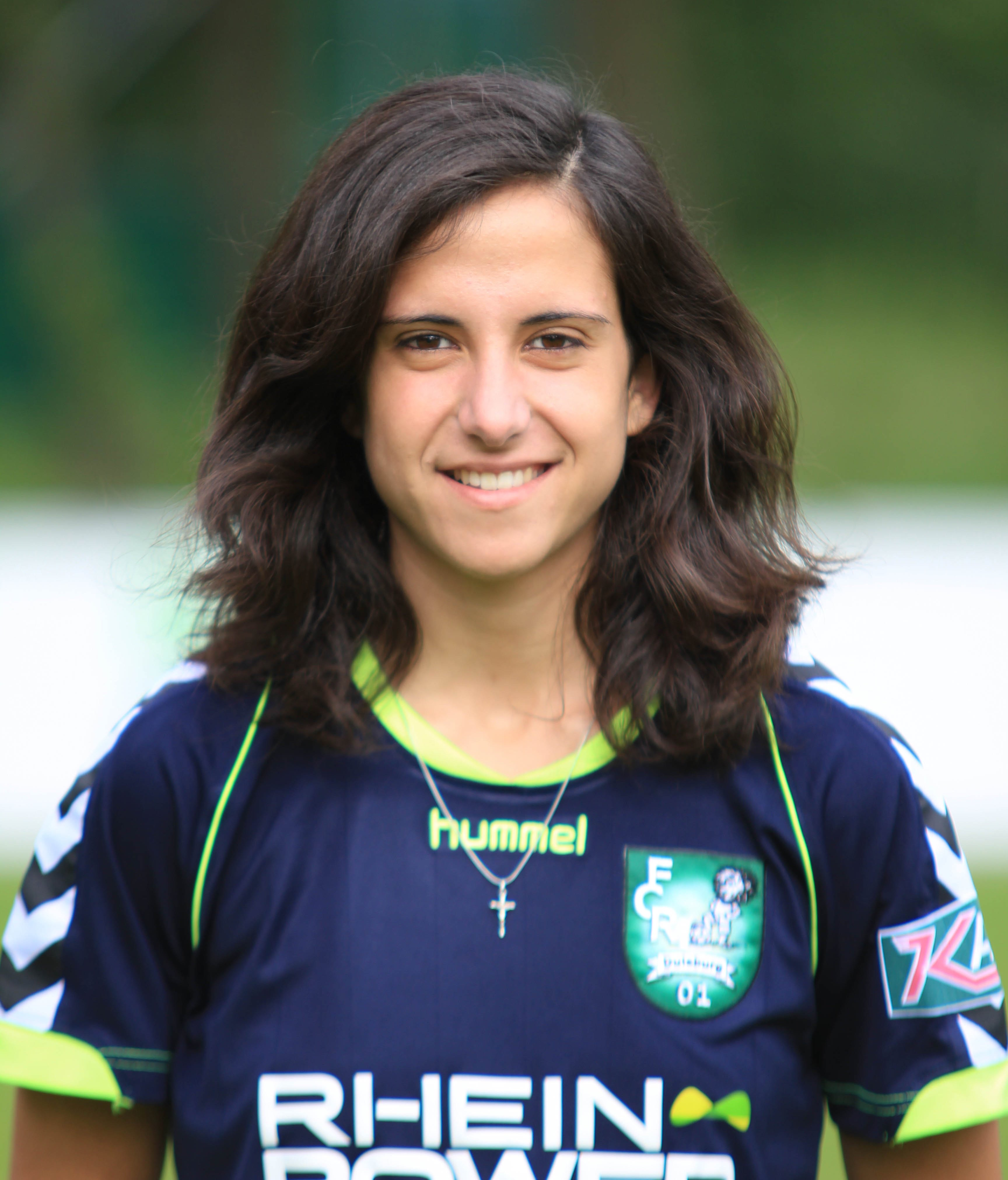
Dolores Silva en 2012

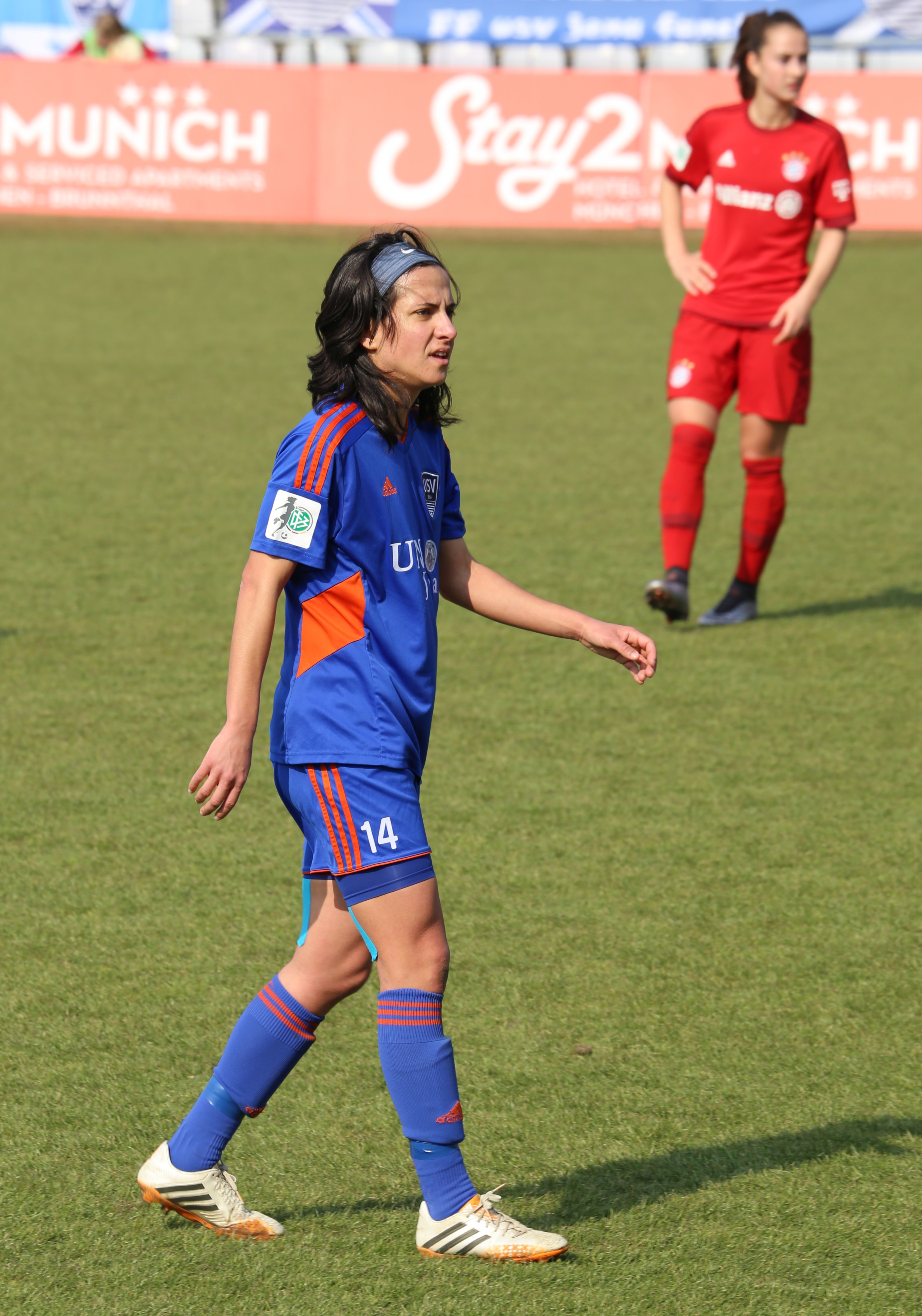
Dolores Silva en 2016

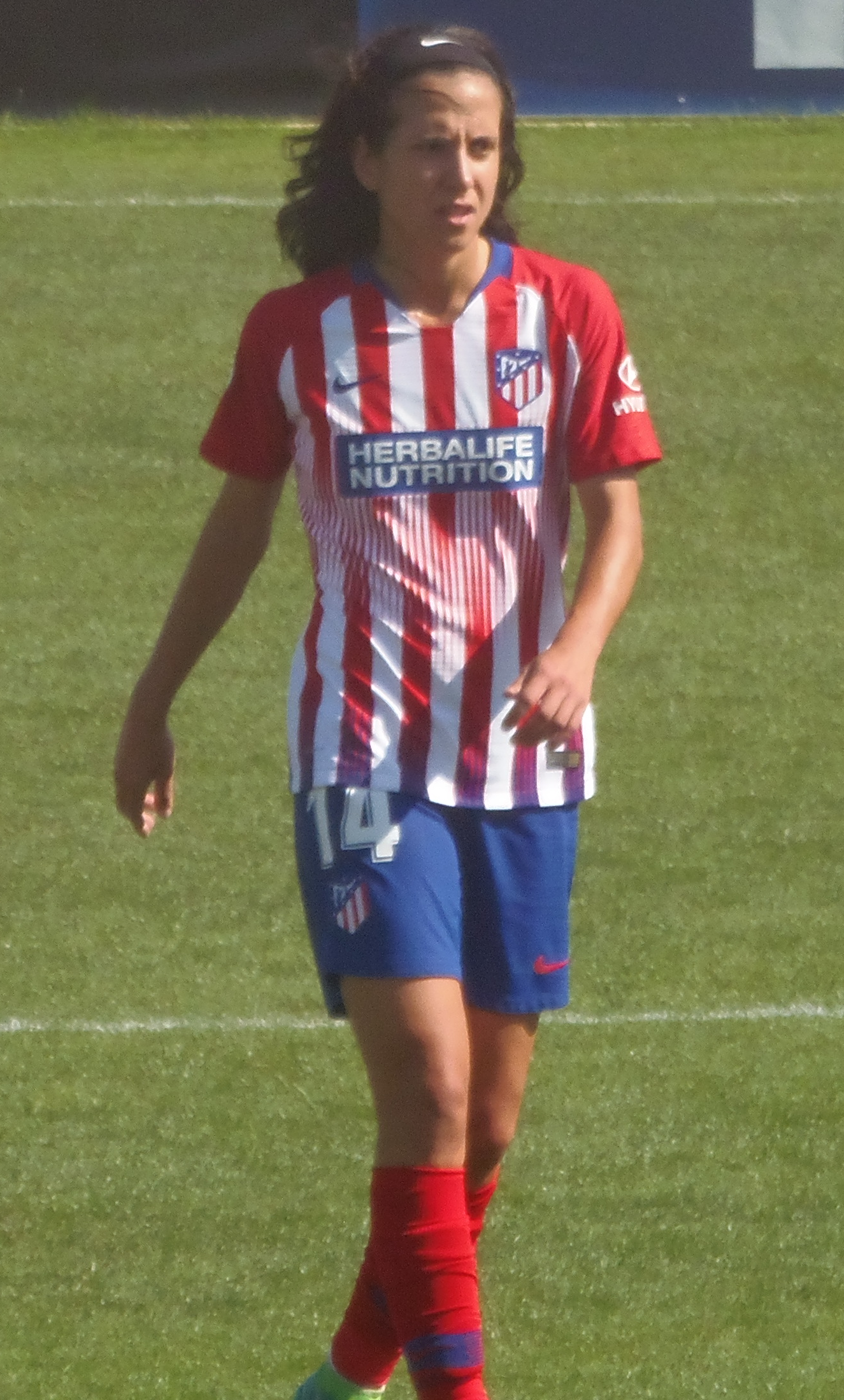
Dolores Silva en septiembre de 2018

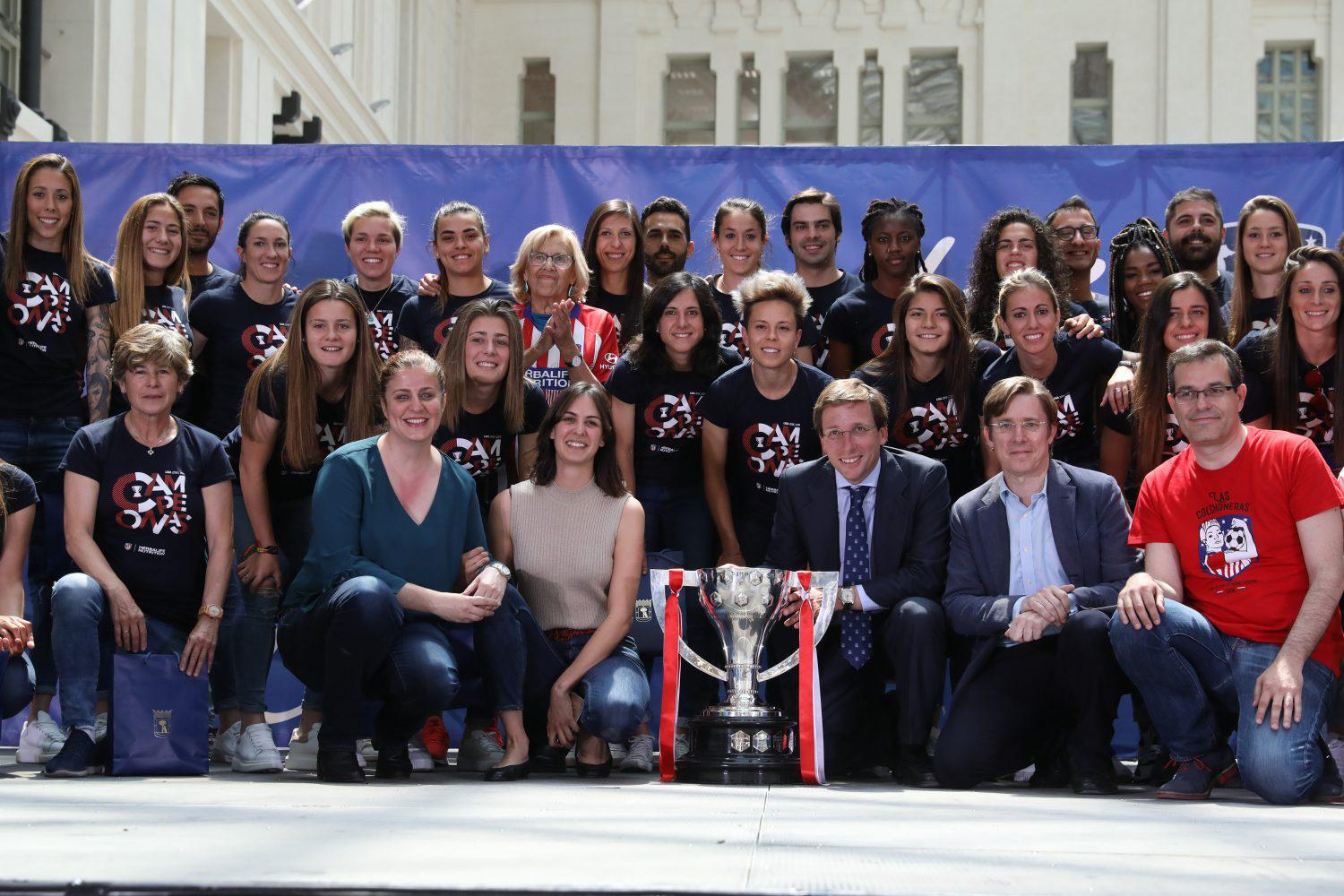
La alcaldesa recibe al equipo femenino del Atlético de Madrid ganador de la Liga Iberdrola 2019

### Inicios
Comenzó su carrera futbolística en el equipo juvenil del Real Massama, en el que jugó durante cuatro años. Con trece años, se mudó a Sintra, donde se unió a las categorías inferiores del 1º de Dezembro. Jugó su primer partido de la Primera División portuguesa en la temporada 2006-07, logrando el título liguero en su primera temporada. Debutó en el 9 de agosto de 2007 en la Liga de Campeones  con el primer equipo, dos días después de su 16 cumpleaños, con victoria por 7 a 0 sobre el ŽNK Osijek.  Siguió jugando en este equipo hasta 2011 ganando todas las ligas que disputó sin perder ningún partido. En total logró 5 ligas y 4 copas.

### Experiencia en Alemania
El 28 de junio de 2011 fichó por el pasado campeón de la Liga de Campeones en 2009 y uno de los candidatos a ganar la Bundesliga, el FCR Duisburgo. Dolores declaró a los medios de comunicación que el campeonato alemán era el más fuerte en este momento y la transferencia era un sueño hecho realidad, pero también era consciente del "desafío fantástico" que tiene por delante. Debutó como titular en la Bundesliga el 21 de agosto de 2011, con una victoria por dos goles a uno sobre el 1. FC Lokomotive Leipzig. Unos pocos días después de jugar su segundo partido sufrió una grave lesión de ligamentos en un amistoso contra el PSG.
Reapareció en mayo de 2012. En la temporada 2011-12 el equipo terminó en cuarta posición y Dolores alcanzó a jugar 3 partidos en total.
En 2012 el club sufrió una crisis financiera y perdió varias de sus mejores jugadoras, como Alexandra Popp, Annike Krahn o Simone Laudehr, y se libró de la bancarrota en enero de 2013, consiguiendo terminar la temporada en novena posición y mantener la categoría para la temporada 2013-14. Dolores jugó 20 partidos de liga y marcó su primer gol el 17 de abril de 2013 ante el 1. FFC Turbine Potsdam en la derrota que sufrió su equipo por seis a uno.  El 1 de enero de 2014 el club fue absorbido por el MSV Duisburgo, pasando a ser la sección femenina del club, y terminaron en décima posición de liga. Jugó 22 encuentros esa temporada.
En la temporada 2014-15 el Duisburgo no consiguió mantener la categoría y descendió a Segunda división. Dolores jugó 22 partidos. El 1 de junio de 2015 Silva fichó por el Jena. Debutó en su nuevo club el 23 de agosto de 2015 en partido de Copa contra el SV Henstedt-Ulzburg, en el que vencieron por 6 goles a 0 a domicilio. En la temporada 2015-16 el Jena terminó en sexta posición de la liga y Dolores jugó 19 partidos de liga. En la temporada 2016-17 el equipo terminó en novena posición y Dolores jugó 22 encuentros.

### Retorno a Portugal
El 13 de mayo de 2017 Dolores volvió a Portugal al fichar por el Braga. Una de las razones fue la de disfrutar de la posibilidad de jugar profesionalmente en su país. El rendimiento de Dolores en el club fue calificado de brillante por el propio club, destacando su organización del ataque del equipo. El Braga terminó la temporada siendo subcampeón de la Liga.

### Experiencia en España
El 1 de julio de 2018 el Atlético de Madrid hizo oficial su fichaje, destacando su fuerza y velocidad, y su gran experiencia internacional. Debutó con las colchoneras el 13 de septiembre de 2018 en dieciseisavos de final de la Liga de Campeones en el empate a un gol ante el Manchester City al sustituir a Ángela Sosa en el minuto 73. Con el Atlético ha sido habitual en los partidos, normalmente saliendo desde el banquillo. Su mejor partido fue ante el Rayo Vallecano, en el que asistió desde la banda izquierda a Esther González y Kenti Robles para hacer el 0-2 y 0-3 respectivamente. El 5 de mayo de 2019 logró su primer título de Liga española, en el que contribuyó jugando 20 partidos. Disputó como suplente la final de la Copa de la Reina, torneo, en el que el Atlético cayó ante la Real Sociedad. El 24 de julio de 2019 se hizo público su acuerdo para rescindir su contrato con el Atlético de Madrid.

### Vuelta al Braga
Pocas horas tras el anuncio de la rescisión de su contrato el S.C. Braga anunció en su web su regreso al club.

## Selección
Debutó el 27 de septiembre de 2007 con la selección Sub-19 en la primera fase de clasificación para el Campeonato europeo con victoria por 4 a 0 sobre Grecia. Jugó otros 4 partidos de clasificación para ese campeonato, en los que Portugal quedó eliminada en la segunda ronda de clasificación al quedar en tercer lugar de su grupo tras perder por 4 a 0 frente Italia y 5 a 1 frente a Noruega, y empatar a 2 frente a Ucrania.
La siguiente temporada disputó los 6 partidos de clasificación para el Campeonato de Europa Sub-19 de 2009, donde de nuevo Portugal quedó eliminada en la Segunda Ronda, al quedar por detrás de Francia y Azerbaiyán. En la temporada 2009-10 disputó los dos primeros partidos de la Primera Ronda de la fase de clasificación. En el segundo encuentro ante Rumanía fue expulsada, y por lo tanto sancionada sin poder jugar el tercer partido. Portugal perdió los tres encuentros y no pasó a la Segunda Ronda.
Debutó con la Selección absoluta el 4 de marzo de 2009 en partido de la Copa Algrave ante Polonia. Portugal venció por 2 a 1. Sustituyó a Sofía Vieira en el minuto 80 de partido. El 28 de octubre de ese mismo año jugó el primer partido oficial válido para la clasificación para el Mundial de 2011 en la derrota por 0 a 1 ante Finlandia. Desde ese partido empezó a ser habitual en los partidos de la selección y el 25 de agosto de 2010 marcó sus primeros dos goles ante Armenia en el último partido de la clasificación para el Mundial.
La grave lesión que sufrió en agosto de 2011 la apartó de la selección hasta el 19 de septiembre de 2012 en el último partido de clasificación para la Eurocopa de 2013 contra Dinamarca en la que Portugal perdió por 2 a 0.
Portugal quedó cuarta del grupo 7 y no obtuvo plaza para disputar la fase final. Entre 2013 y 2014 jugó los 10 partidos de la clasificación para el Mundial de 2015 en la que Portugal quedó encuadrada en el Grupo 5 de la UEFA y quedó en cuarto lugar, no clasificándose para la fase final.
Entre 2015 y 2016 jugó los 8 partidos de clasificación para la Eurocopa de 2017, en los que marcó dos goles, ante Montenegro, de penalti, y España. Portugal quedó en segunda posición tras España y empatada a puntos con Finlandia, con lo que pasó a los play-off de clasificación. Dolores jugó los dos partidos de la eliminatoria ante Rumanía, que terminaron con empate a cero en Portugal y empate a uno en la prórroga en Rumanía, por lo que Portugal se clasificó por primera vez en su historia para la fase final de una Eurocopa femenina por el valor de los goles fuera de casa.
Disputó la Eurocopa Femenina 2017. Dolores debutó el 19 de julio de 2017 con una derrota por dos a cero ante España En el segundo partido de la fase de grupos se enfrentó a Escocia. Portugal venció por 2 a 1 y Dolores fue elegida mejor jugadora del partido. El equipo se jugaba el pase a los cuartos de final en el último partido del grupo ante Inglaterra, pero salieron derrotadas por 2 a 1. En el torneo jugó en algunos momentos de lateral zurda.
Entre 2017 y 2018 participó en los 8 partidos de clasificación para el Mundial de Francia de 2019. El 13 de noviembre de 2018 hizo su partido número 100 internacional en un empate sin goles contra Gales.

## Estadísticas

### Clubes
Actualizado al último partido jugado el 11 de mayo de 2019.
| Club | Div.             | Temporada     | Liga  | Liga  | Liga   | Copas nacionales(1) | Copas nacionales(1) | Copas nacionales(1) | Copas internacionales(2) | Copas internacionales(2) | Copas internacionales(2) | Total | Total | Total  | Media goleadora(3) |
| Club | Div.             | Temporada     | Part. | Goles | Asist. | Part.               | Goles               | Asist.              | Part.                    | Goles                    | Asist.                   | Part. | Goles | Asist. | Media goleadora(3) |
| --- | ---------------- | ------------- | ----- | ----- | ------ | ------------------- | ------------------- | ------------------- | ------------------------ | ------------------------ | ------------------------ | ----- | ----- | ------ | ------------------ |
| SU 1º de Dezembro Portugal | Primera División | 2007-08       |       |       |        |                     |                     |                     | 3                        | ?                        |                          |       |       |        |                    |
| SU 1º de Dezembro Portugal | Primera División | 2008-09       |       |       |        |                     |                     |                     | 3                        | ?                        |                          |       |       |        |                    |
| SU 1º de Dezembro Portugal | Primera División | 2009-10       |       |       |        |                     |                     |                     | 3                        | ?                        |                          |       |       |        |                    |
| SU 1º de Dezembro Portugal | Primera División | 2010-11       |       |       |        |                     |                     |                     | 3                        | 0                        |                          |       |       |        |                    |
| SU 1º de Dezembro Portugal | Total club       |               |       |       |        |                     |                     |                     | 12                       | 3                        |                          |       |       |        |                    |
| FCR Duisburg · Alemania | Primera División | 2011-12       | 3     | 0     |        | 0                   | 0                   |                     | -                        | -                        | -                        | 3     | 0     |        | 0,00               |
| FCR Duisburg · Alemania | Primera División | 2012-13       | 20    | 1     |        | 1                   | 0                   |                     | -                        | -                        | -                        | 21    | 1     |        | 0,05               |
| FCR Duisburg · Alemania | Primera División | 2013-14       | 22    | 0     |        | 2                   | 0                   |                     | -                        | -                        | -                        | 24    | 0     |        | 0,00               |
| FCR Duisburg · Alemania | Total club       |               | 45    | 1     |        | 3                   | 0                   |                     | -                        | -                        | -                        | 48    | 1     |        | 0,02               |
| FCR Duisburg · Alemania | Primera División | 2014-15       | 22    | 1     |        | 3                   | 1                   |                     | -                        | -                        | -                        | 25    | 2     |        | 0,08               |
| FCR Duisburg · Alemania | Total club       |               | 22    | 1     |        | 3                   | 1                   |                     | -                        | -                        | -                        | 25    | 2     |        | 0,08               |
| FF USV Jena · Alemania | Primera División | 2015-16       | 19    | 0     |        | 4                   | 0                   |                     | -                        | -                        | -                        | 23    | 0     |        | 0,00               |
| FF USV Jena · Alemania | Primera División | 2016-17       | 22    | 0     |        | 2                   | 0                   |                     | -                        | -                        | -                        | 24    | 0     |        | 0,00               |
| FF USV Jena · Alemania | Total club       |               | 41    | 0     |        | 6                   | 0                   |                     | -                        | -                        | -                        | 47    | 0     |        | 0,00               |
| SC Braga Portugal | Primera División | 2017-18       | 20    | 4     |        | 7                   | 3                   |                     | -                        | -                        | -                        | 27    | 7     |        | 0,26               |
| SC Braga Portugal | Total club       |               | 20    | 4     |        | 7                   | 3                   |                     | -                        | -                        | -                        | 27    | 7     |        | 0,26               |
| Atlético de Madrid · España | Primera División | 2018-19       | 20    | 0     | 2      | 3                   | 0                   | 0                   | 3                        | 0                        | 0                        | 26    | 0     | 2      | 0,00               |
| Atlético de Madrid · España | Total club       |               | 20    | 0     | 2      | 3                   | 0                   | 0                   | 3                        | 0                        | 0                        | 26    | 0     | 2      | 0,00               |
| Total carrera | Total carrera    | Total carrera | 148+  | 6+    | 2+     | 22                  | 4                   |                     | 15                       | 3                        |                          | 185+  | 13+   | 2+     | 0,07               |
| (1) Incluye datos de la Copa de la Reina, Taça de Portugal, y DFB-Pokal. (2) Incluye datos de la Liga de Campeones femenina. (3) No incluye goles en partidos amistosos. |                  |               |       |       |        |                     |                     |                     |                          |                          |                          |       |       |        |                    |

### Selección
Actualizado al último partido jugado el 9 de abril de 2019.
| Selecciones                                                                                                | Año           | Europeo(4) | Europeo(4) | Europeo(4) | Mundial (4) | Mundial (4) | Mundial (4) | Amistosos | Amistosos | Amistosos | Total | Total | Total  | Media goleadora |
| Selecciones                                                                                                | Año           | Part.      | Goles      | Asist.     | Part.       | Goles       | Asist.      | Part.     | Goles     | Asist.    | Part. | Goles | Asist. | Media goleadora |
| --- | ------------- | ---------- | ---------- | ---------- | ----------- | ----------- | ----------- | --------- | --------- | --------- | ----- | ----- | ------ | --------------- |
| Sub-19 Portugal                                                                                            | 2007          | 3          | 0          |            | -           | -           | -           | ?         | 0         |           | 3+    | 0     |        | 0,00            |
| Sub-19 Portugal                                                                                            | 2008          | 6          | 0          |            | -           | -           | -           | ?         | 0         |           | 6+    | 0     |        | 0,00            |
| Sub-19 Portugal                                                                                            | 2009          | 5          | 0          |            | -           | -           | -           | ?         | 0         |           | 5+    | 0     |        | 0,00            |
| Sub-19 Portugal                                                                                            | Total         | 14         | 0          |            | -           | -           | -           | 7         | 0         | 0         | 21    | 0     | 0      | 0,00            |
| Abs Portugal                                                                                               | 2009          | -          | -          | -          | 2           | 0           |             | 4         | 0         |           | 6     | 0     |        | 0,00            |
| Abs Portugal                                                                                               | 2010          | -          | -          | -          | 5           | 2           |             | 4         | 0         |           | 9     | 2     |        | 0,33            |
| Abs Portugal                                                                                               | 2011          |            |            |            | -           | -           | -           | 6         | 1         |           | 6     | 1     |        | 0,17            |
| Abs Portugal                                                                                               | 2012          | 1          | 0          |            | -           | -           | -           | 3         | 0         |           | 4     | 0     |        | 0,00            |
| Abs Portugal                                                                                               | 2013          |            |            |            | 3           | 0           |             | 4         | 0         |           | 7     | 0     |        | 0,00            |
| Abs Portugal                                                                                               | 2014          | -          | -          | -          | 7           | 0           |             | 7         | 1         |           | 14    | 1     |        | 0,07            |
| Abs Portugal                                                                                               | 2015          | 3          | 1          |            | -           | -           | -           | 10        | 2         |           | 13    | 3     |        | 0,23            |
| Abs Portugal                                                                                               | 2016          | 7          | 1          |            | -           | -           | -           | 5         | 0         |           | 12    | 1     |        | 0,08            |
| Abs Portugal                                                                                               | 2017          | 3          | 0          |            | 3           | 1           |             | 8         | 1         |           | 14    | 2     |        | 0,14            |
| Abs Portugal                                                                                               | 2018          | -          | -          | -          | 5           | 1           |             | 11        | 1         |           | 16    | 2     |        | 0,12            |
| Abs Portugal                                                                                               | 2019          | -          | -          | -          | -           | -           | -           | 7         | 1         |           | 7     | 1     |        | 0,14            |
| Abs Portugal                                                                                               | Total         | 14         | 2          |            | 25          | 4           |             | 68        | 7         |           | 107   | 13    |        | 0,12            |
| Total carrera                                                                                              | Total carrera | 28         | 2          |            | 25          | 4           |             | 75        | 13        |           | 128   | 13    |        | 0,10            |
| (4) Se incluyen partidos en fases clasificatorias, no incluye Torneo de Exentos ni Torneo Desarrollo UEFA. |               |            |            |            |             |             |             |           |           |           |       |       |        |                 |

#### Participaciones en Eurocopas
| Competición            | Categoría          | Sede         | Resultado      | Partidos | Goles |
| ---------------------- | ------------------ | ------------ | -------------- | -------- | ----- |
| Eurocopa Femenina 2017 | Selección absoluta | Países Bajos | Fase de grupos | 3        | 0     |
| Total                  | –                  | –            | –              | 3        | 0     |

## Títulos

### Campeonatos nacionales
| Título           | Club               | País     | Temporada |
| ---------------- | ------------------ | -------- | --------- |
| Liga de Portugal | SU 1º de Dezembro  | Portugal | 2007      |
| Liga de Portugal | SU 1º de Dezembro  | Portugal | 2008      |
| Liga de Portugal | SU 1º de Dezembro  | Portugal | 2009      |
| Liga de Portugal | SU 1º de Dezembro  | Portugal | 2010      |
| Liga de Portugal | SU 1º de Dezembro  | Portugal | 2011      |
| Copa de Portugal | SU 1º de Dezembro  | Portugal | 2007      |
| Copa de Portugal | SU 1º de Dezembro  | Portugal | 2008      |
| Copa de Portugal | SU 1º de Dezembro  | Portugal | 2010      |
| Copa de Portugal | SU 1º de Dezembro  | Portugal | 2011      |
| Liga de España   | Atlético de Madrid | España   | 2018-2019 |

### Distinciones individuales
| Distinción                                                                    | Año  |
| ----------------------------------------------------------------------------- | ---- |
| Jugadora más valiosa del Portugal-Escocia de la Fase de grupos de la Eurocopa | 2017 |